# Vincent d'Indy
Paul Marie Théodore Vincent d'Indy (født 27. marts 1851 i Paris, død 2. december 1931 sammesteds) var en fransk komponist, musikteoretiker og lærer.
Indy var elev fra konservatoriet, hvor hans fornemste lærer var César Franck, og hvor han i øvrigt særlig lagde sig efter orgelspil; i nogle år var han paukist i Édouard Colonnes orkester for derigennem at opnå kendskab til orkesteret. 1873 studerede Indy hos Liszt i Weimar, og 1875 opførte Jules Étienne Pasdeloup hans Wallenstein-Trilogis anden afdeling ("Piccolomini"), og nu fulgte en række større og mindre arbejder fra Indys hånd, hvilket snart skaffede ham et kendt og anset navn, således symfonien Jean Hunýade, ouverturen Antonius og Kleopatra, en symfoni med klaver "sur un air montagnard français", den komiske opera Attendez moi sous l’orne (1882), den dramatiske legende Le chant de la cloche,
som 1885 vandt staden Paris’ store musikpris, legenden La Forêt enchantée (1896), de symfoniske variationer Istar og en symfoni i b-dur samt endelig 1898 operaen Fervaal og 1903 L’étranger, foruden en strygekvartet, klavertrio og anden kammermusik, en orkestersuite, og adskillige sange for kor og enkeltstemme med mere.
Indy, der var inspektør ved sangundervisningen i Paris, har (1896) grundlagt Schola cantorum, der både på det praktiske og teoretiske område har haft stor betydning for det franske musikliv; han er også selv optrådt som forfatter af en Cours de Composition musicale (2 bd)
og af en biografi af César Franck. Han indtog i sin tid i det hele en fremskudt stilling blandt franske musikere. Som komponist af moderne retning udmærker Indy sig ved ren og fornem stil og fin teknisk udarbejdelse (ikke mindst orkestration) mere end ved stærk oprindelighed. I Poème des rivages (1921), Diptyque méditerranéen (1926) og de senere kammermusikværker nærmede Indy sig til neoklassicismen inden for musikken. Uagtet denne stilveksel – og hans talrige elever, som tæller blandt andre Albert Roussel, Albéric Magnard, Erik Satie und Edgar Varèse – forblev hans holdning over for moderne musik afvisende.

## Udvalgte værker
- Symfoni nr. 1 "Italiensk" (1870-1872)) - for orkester
- Symfoni "Jean Hunyade" (1875) - for orkester
- Symfoni "Symfoni Cevennes - over en fransk bjergsang" (1886) - for klaver og orkester
- Symfoni nr. 2 (1902-1903) - for orkester
- "Lille" Symfoni (nr. 3) "Gallisk" (1916-1918) - for orkester
- "Wallenstein" (3 symfoniske overturer efter Schiller) (1879-1881) - for orkester
- "Digte fra bredden" (Symfonisk suite) (1919-1921) - for orkester
- "Middelhavsdiptych" (1925-1926) - for orkester
- "Den fortryllede skov" (Symfonisk fortælling) (1878) - for orkester
- "Sommerdag i bjergene" (Symfonisk Triptyk) (1905) - for orkester
- "Istar" (Symfoniske variationer) (1896) - for orkester
- Minder" (Symfonisk digtning) (1906) - for orkester